# 颶風伯莎 (2008年)
颶風伯莎（英語：Hurricane Bertha）是7月份持續時間最長的熱帶氣旋，同時也是有紀錄以來在本月比任何系統於大西洋更東面達到熱帶風暴標準。在活躍的2008年大西洋颶風季中的第2場獲命名的風暴、首場颶風和大型颶風，伯莎在7月3日發展成熱帶低氣壓，源自一個在兩天前離開西非的东风波。該熱帶低氣壓向西北偏西至西北方移動，在形成6小時後，低氣壓加強成熱帶風暴伯莎，最終於7月7日達到颶風強度。當天下午較後時間，一個快速增强時期使颶風達到三級颶風，風力時速205公里的最高強度。风切变和風暴內部結構的變化使伯莎在接下來的一星期於百慕大近海經過期間出現強度波動，但最終該系統在7月20日因移向較冷的水域而轉變成溫帶氣旋。它繼續向東北移動，在第二天被冰島附近的另一個低氣壓吞併。伯莎造成的強勁湧浪在美國東岸導致3人遇害；數以百計的其他泳客受傷或需要搶救。在百慕大，一些街道淹沒，強陣風使大約7,500個家庭沒有電力供應；僅觀察到輕微的損失。

## 氣象歷史
7月1日，國家颶風中心開始監測強烈的东风波，伴隨著弱的表面低氣壓和大範圍的驟雨和雷暴活動，就在非洲西岸近海。7月2日早上的擾動開始顯現出組織的跡象；第二天早上的衛星圖像展示出在明確的中心內有深層對流，並且在西北象限中展現出越來越明顯的帶狀特徵。因此，結合衛星風速數據，風暴在7月3日上午6時於佛得角東南偏南方向約410公里處被歸類為熱帶低氣壓。國家颶風中心指出，全球模擬在一周前提出熱帶氣旋發展的可能性，當時是一個“卓越的成就”。風暴的雲系格局繼續合併，在6小時後獲升格為熱帶風暴伯莎。
位於開放的大西洋上的中層高壓脊南部邊緣，伯莎在接下來的數天向西北偏西至西北快速移動。儘管在低垂直風切變的環境中，風暴途經的海洋溫度只有約25℃，其整體外觀的特點是在中心附近間歇性地爆發出深層對流。最終在7月5日晩上，伯莎開始進入溫暖的水域並能夠組織。7月6日，風暴的對流合併。雖然伯莎的低層和中層環流有一些傾斜，但當天晚上，一系列微波途經該風暴，表明眼狀特徵的形成。隨著上述的風眼變得很明顯、眼牆的對流冷卻，風暴在快速增強；伯莎在7月7日上午6時成為本颶風季的首場颶風，並於當天晩上21時，達到三級大型颶風，風力時速205公里、最低氣壓為952毫巴（百帕；28.12英寸）的最高強度。
氣旋的快速增強階段在最高強度後幾乎立即迅速減弱，而伯莎在強風切變的影響下，於7月9日上午6時降至颶風的最低標準。這些不利的風迅速緩和，使伯莎在當天晩上18時重回二級強度，之後颶風開始眼牆置換循環。7月13日，一股微弱的引導機制氣流使風暴移至百慕大以東近海，伯莎亦減弱為熱帶風暴，大西洋中部的一個較大的上層低氣壓引導風暴轉向東和東南方移動。大致維持了強度幾天後，在7月18日，慿着風眼的重新發展和對流變得更為對稱的特徵，促使國家颶風中心在當天晩上18時左右將伯莎升級為颶風。風暴在美國東岸的一個低壓槽下加速移動，迫使伯莎進入快速冷卻的水域。其風場變得非常不對稱，中心附近的深層對流消散，表明伯莎在7月20日中午12時完成溫帶氣旋轉化過程。後熱帶氣旋繼續向東北移動，第二天與冰島附近的一個較大的中緯度低氣壓合併。

## 防災措施、影響和記錄

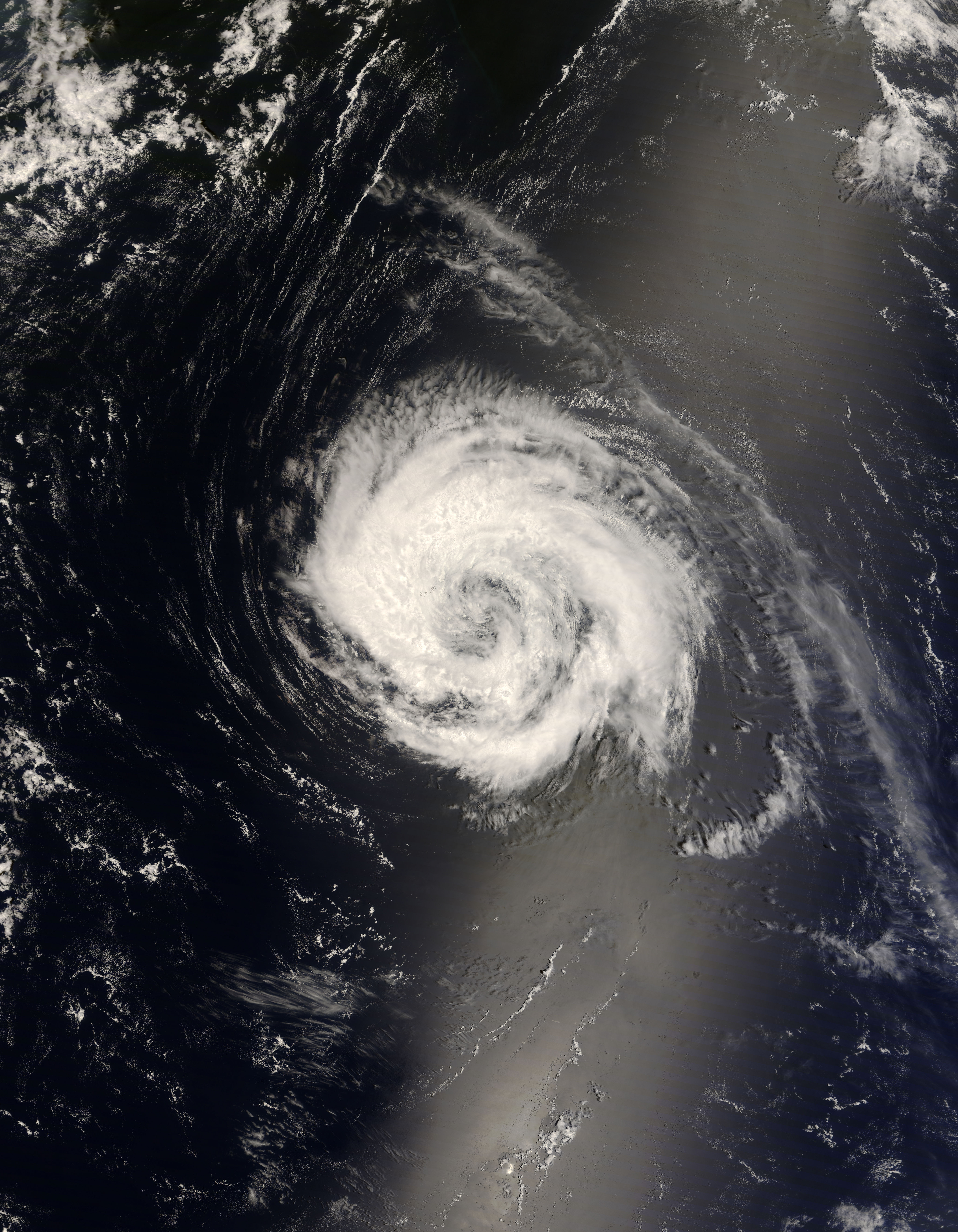
7月14日，位於百慕大近海的熱帶風暴伯莎

熱帶風暴伯莎在佛得角群島南部落下降雨。沒有任何損失或死亡的報告。
7月7日，預計颶風伯莎來臨，百慕大居民開始購買燈具、篷布和手電筒。突然間，一些商店的電池售罄。緊急措施組織呼籲市民監察預報，並遠離海灘。與此同時，百慕達氣象局在風暴靠近時也發出熱帶氣旋警告。7月10日，因伯莎在其前方的路徑産生強烈的湧浪，公園部門沿著南部沿岸的海灘放置高湧浪警告標誌。所有在島嶼上用作游泳和水上運動的海灘都設有路障。
7月14日，所有前往和離開百慕大的航班於風暴最後一次靠近該島時中斷。捷藍航空和達美航空的取消航班，而美國航空的航班提前一天到達邁阿密和紐約，在熱帶風暴來到前逃離。英國航空將航班延誤至下午，希望這場風暴在飛機到達時離去。前往圣乔治斯的渡輪服務和交通取消了一整天。一些道路被水淹沒，在高地的氣象站，樹枝被達到毎小時146公里的陣風吹斷。倒塌的電線將大約7,500個家庭的電力切斷，但百慕大電燈有限公司的工程師迅速將電力服務恢復。L.F.韋德國際機場的總降雨量為121毫米。
颶風在美國東岸產生強烈的海浪和離岸流，在新泽西州海岸線導致3人死亡。7月12日，一名51歲男子在搶救期間因突然失去意識而死亡。7月13日，3名男子在懷爾德伍德海灘游泳，前往離岸約91.4米的浮標時，被強烈的湧浪蓋過而遇溺。一名泳客在水中被發現已失去意識，並在現場宣告死亡，第二人從未被發現並假設已喪生，而第三人則被救出。在風暴期間，新澤西州沿岸共有57人獲救。在特拉华州的海灘，三股離岸流也造成55人受傷。受傷範圍從輕微的刮傷到骨折。北卡羅來納州也有四人受傷，其中一人因救生員在救出他之前不久就沉入水中而幾乎溺斃。在兩天內，至少有60人需要從洶湧的大海中救出。
持續了17天，颶風伯莎創下了7月份持續時間最長的大西洋熱帶氣旋記錄。同時也創下了本月份大西洋最東面（西經24.7度）形成的熱帶風暴記錄。

## 外部連結
- 國家颶風中心針對颶風伯莎的公告 （页面存档备份，存于）
- 百慕大的雷達動畫 （页面存档备份，存于）
- CIMSS衛星博客：熱帶風暴伯莎 （页面存档备份，存于）

| A | B | C | D | E | F | G  | H | I |
|   |   |   |   |   |   |    |   |   |
| J | K | L | M | N | O | 16 | P |   |

| 萨菲尔-辛普森飓风风力等级 |    |    |    |    |    |    |
| TD                        | TS | C1 | C2 | C3 | C4 | C5 |